# Ghost-Spider
Gwendolyne « Gwen » Stacy (Terre-65), également connue sous l'alias Ghost-Spider, (familièrement appelée Spider-Gwen et anciennement appelée Spider-woman), est une super-héroïne apparaissant dans l'univers Marvel Comics. Cette version alternative de la Gwen Stacy de la continuité principale de Marvel a été créée par Jason Latour et Robbi Rodriguez. Elle apparait pour la première fois en septembre 2014 dans les pages d'Edge of Spider-Verse no 2.
Elle est aussi une version alternative de Spider-Man dans l'univers 65, où c'est elle qui s'est fait mordre par une araignée radioactive et non Peter Parker.
Le personnage apparait également dans les films d'animation Spider-Man: New Generation et Spider-Man : Across the Spider-Verse, où Hailee Steinfeld prête sa voix à l'héroïne.

## Historique de la publication
Ghost-Spider a quatre séries continues dont elle est le personnage principal. De plus elle est la protagoniste principale de l'évènement Gwenverse.

### Création du personnage
Avant sa première série. Le personnage apparait dans la série Edge of Spider-Verse, une introduction de différents personnage participant à l'évènement Spider-Verse (en). La popularité du personnage a poussé Marvel à commander une série régulière sur le personnage. 

### Spider-Gwen(1resérie) (2015)
La première série est écrite par Jason Latour. Il est accompagné au dessin par Robbi Rodriguez. Cette série compte 5 numéros publiée entre avril et août 2015 et a une publication mensuelle. 
L'évènement Secret Wars s'interpose entre cette série et la suivante.

### Spider-Gwen(2esérie) (2015-2018)
La série est la continuation de la précédente, elle a toujours une publication mensuelle et la même équipe artistique. Elle compte en tout 34 numéros, le premier est publié en décembre 2015 et le dernier en septembre 2018. De plus cette série comporte un Annual. 

### Spider-Gwen: Ghost Spider(2018-2019)
C'est Seanan McGuire qui s'occupe de l'écriture de cette nouvelle série, elle est accompagnée de Rosi Kämpe au dessin. La série compte 10 numéros publiés de manière mensuelle. Le premier est sorti en décembre 2018 et le dernier en septembre 2019. 
L'histoire reprend là où la précédente série s'était arrêtée.
Les quatre premiers numéros de la série font partie de l'évènement Spider-Geddon (en),,,.

### Ghost-Spider(2019-2020)
La série est un relaunch de la précédente, et constitue sa suite immédiate. Elle a une publication mensuelle qui s'est étendue d'octobre 2019 à octobre 2020, pour un total de 10 numéros. L'équipe artistique est toujours la même que sur le précédent opus. 

### Spider-Gwen: Gwenverse(2022)
Cette série retrace les évènements de Gwenverse où Gwen rencontre des versions d'elles-mêmes avec des pouvoirs différents à travers le multivers. La série est écrite par Tim Seeley, il est accompagné par Jodi Nishijima au dessin et à l'encrage, Juan Fernandez à couleur et Ariana Maher au lettrage. La série comprend 5 numéros à la publication mensuelle. Celle-ci débute en mai 2022 et s'achève en octobre de la même année.

## Biographie du personnage

### Origine
Gwen Stacy est la fille du capitaine George Stacy et d'Helen Stacy, sa mère décédée. Lors des premiers numéros elle a 19 ans. Elle est batteuse dans un groupe de rock appelé les Mary Janes, composé de M J Watson, Betty Brant et Glory Grant.
Dans cette réalité Gwen Stacy a les pouvoirs du Spider-Man de la Terre-616. C'est en effet elle qui a été mordu par l'araignée radioactive. On apprend par la suite qu'elle a été la création de la Cindy Moon de cette réalité. 
La tragédie de cette version de Gwen Stacy est la perte de son ami Peter Parker. Ce dernier admirait beaucoup Spider-woman. Afin de devenir lui aussi un héros il vola la formule du Docteur Connors qui le transforma en Lézard. Ayant perdu la tête, il attaqua le lycée de Gwen et s'ensuit un combat entre lui et Spider-woman. Le Lézard se retransforma en Peter et succomba de ses blessures dans les bras de Gwen. Rendu responsable de la mort de son ami, elle se jura de redoubler son combat contre le crime.
La police, dont le capitaine Stacy, considère alors Spider-woman comme une fugitive. Le nouveau caïd de New-York, l'avocat Matt Murdock décide alors de devenir l'allié de celle-ci. Pour cela il envoie Aleksei Sytsevich tuer le capitaine Stacy. Mais ce dernier va être sauvé par Gwen qui lui révèle son identité secrète.

### Spider-Verse

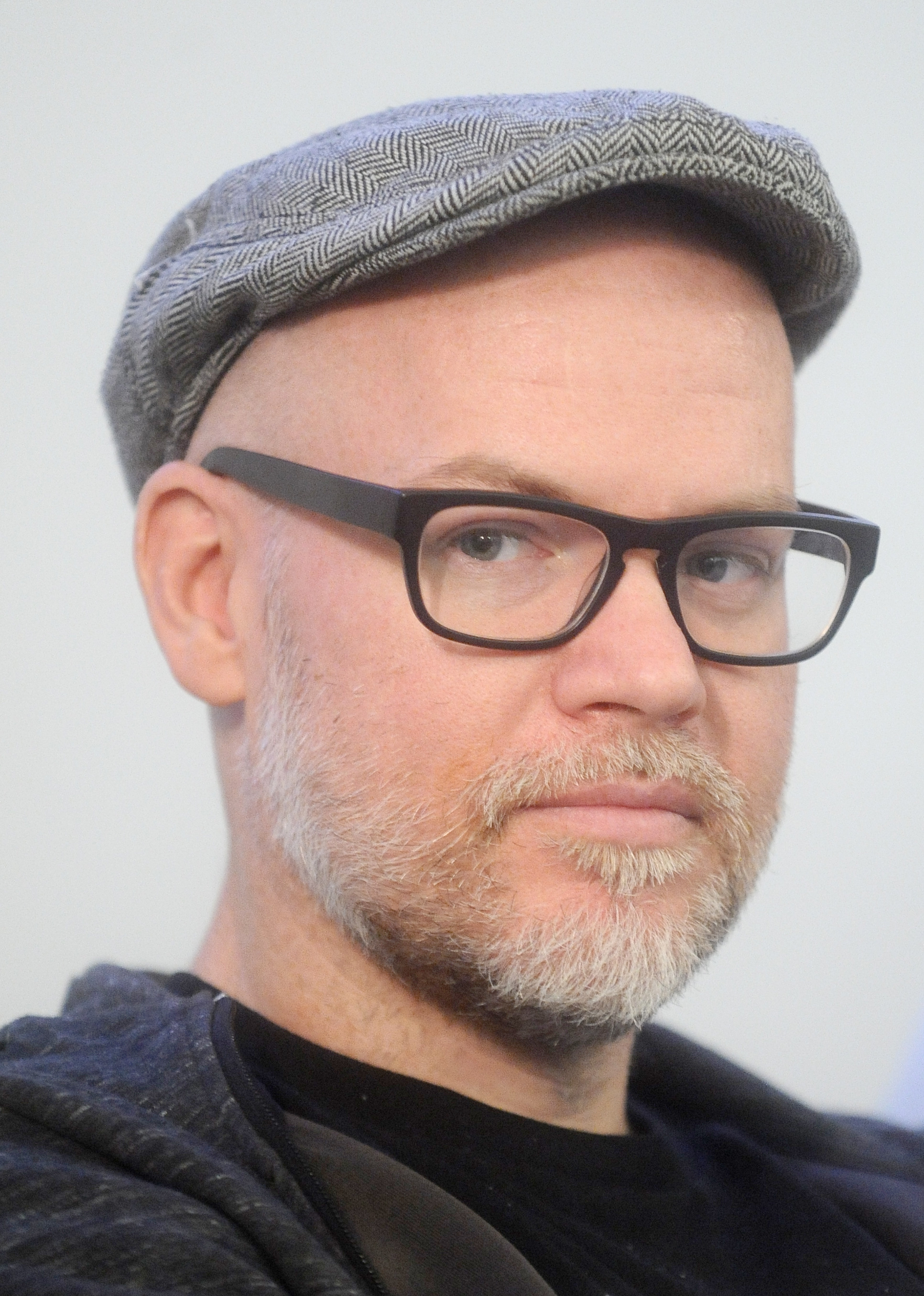
Jason Latour, le scénariste co-créateur de Spider-Gwen.

Elle participe au combat contre les Héritiers (comics) (en) dans l'évènement Spider-Verse et rejoint la Spider-Army.

### Retour sur Terre-65
De retour dans son univers, Gwen est chassée par le Vautour qui nourrit une certaine jalousie envers elle et projette de la tuer afin de se faire craindre par la population locale. De son côté le père de Gwen se voit retiré de l'affaire Spider-woman au profit du Capitaine Franck Castle. Le Vautour, envoyé par Murdock va attaquer les Stacy dans leur maison. À la suite du combat contre le Vautour qu'elle remporte, Spider-woman se retrouve face à Franck Castle. Ce dernier au cours de l'affrontement se rend compte qu'elle n'est qu'une "gamine". Profitant de cet élément de surprise, Gwen réussit à vaincre le capitaine et livre le Vautour à la police, espérant ainsi redorer son blason auprès d'elle. À la suite d'un combat au concert de Félicia Hardy entre celle-ci et Murdock, ce dernier révèle connaître l'identité de Spider-woman.

### Secret Wars
Sur Battleworld, Gwen s’allie à différents variants de Spider-Man :  Spider-Ham, Spider-UK, Spider-India, Spider-Man Noir et Spider-Girl. Ensemble, ils combattent la version de Norman Osborn de cette réalité.

### Lézard et Bouffon Vert

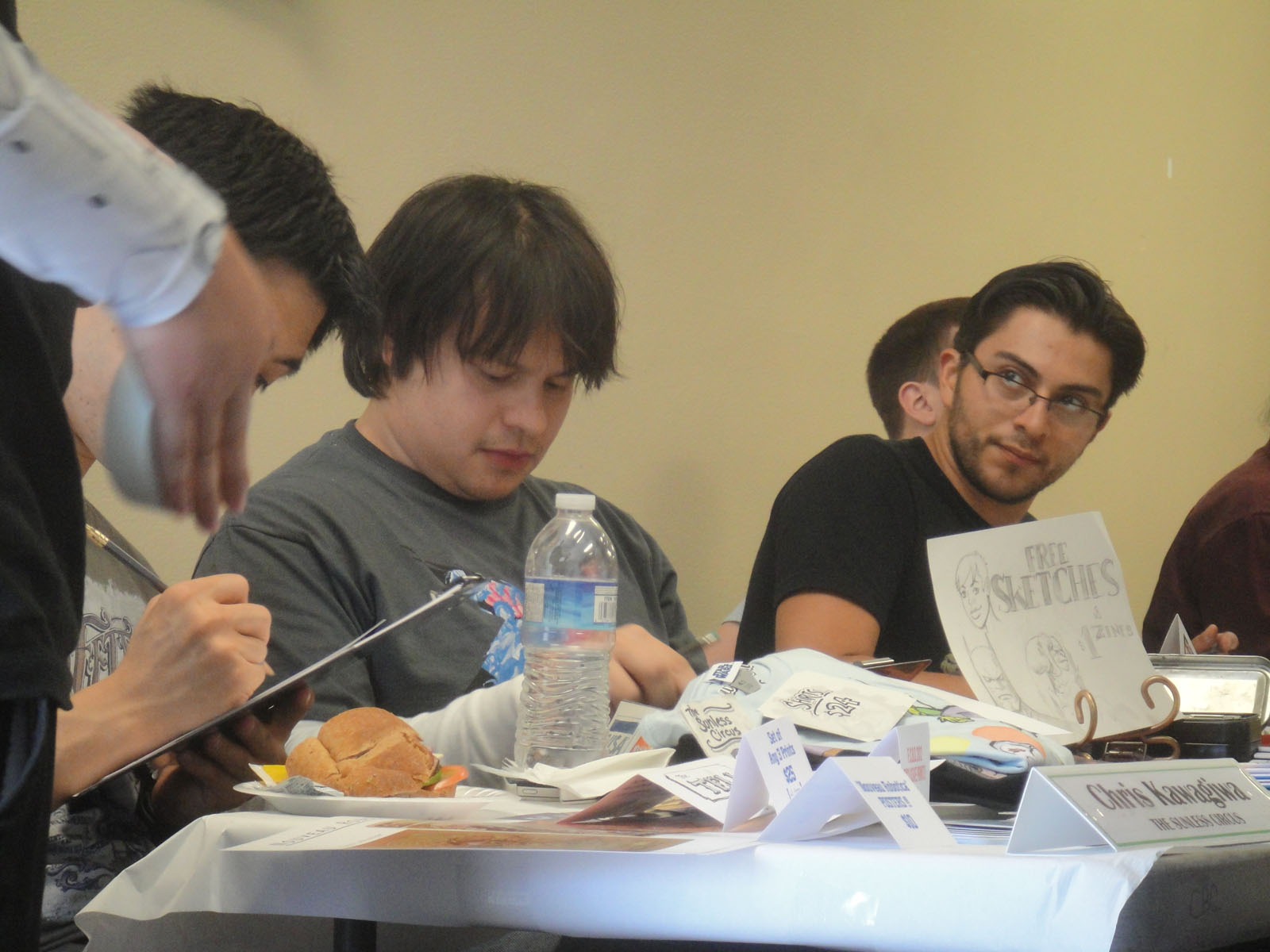
Robbi Rodriguez (à droite), le dessinateur co-créateur de Spider-Gwen.

Après l'attaque en ville d'un autre Lézard, Spider-woman se met à la recherche du Docteur Connors, l'inventeur du sérum-lézard. En retrouvant sa trace, Gwen réalisa que Connors n'était qu'un Lézard parmi d'autres. Ces derniers l'attaquent mais le combat est interrompu par Samantha Wilson : la Captain America. Cette dernière informe Gwen que les Lézards sont la propriété du S.H.I.E.L.D. et qu'elle est en état d'arrestation. Après un combat entre les deux héroïnes, Spider-woman est menottée. Captain America croit alors qu'elle est membre de l'organisation S.I.L.K. Gwen lui raconte alors l'histoire avec Peter et lui avoue qu'elle ne connait pas cette organisation. Les Lézards se mettent alors à les attaquer. Ceux-ci sont défaits grâce au renfort de l'agent Jean DeWolff (en). Avant que la police n'arrive Captain America laisse Gwen partir afin qu'elle ait une chance de prouver son innocence.
Peu après, Harry Osborn, un ami de Peter et de Gwen refait surface après deux ans d'absence à la suite de la mort de Peter. Il se confie à Gwen lui disant qu'il se sent responsable de la mort de Peter et lui avouant aussi sa haine de Spider-woman. Cela fait d'ailleurs deux ans qu'il s'entraine afin de la tuer. Peu après, Gwen et Harry s'affronte, ce dernier porte l'attirail du Bouffon Vert. A la fin du combat Harry avale une dose de sérum-lézard et découvre l'identité de Spider-woman en la démaquant. C'est à ce moment que Captain America arrive pour aider Gwen. Après avoir poursuivi Harry dans les égouts, Gwen lui offre l'antidote contre le sérum-lézard. Ce combat lui permet de gagner la confiance de Captain. Elle retrouve ensuite son père qui lui apprend qu'il a quitté la police afin de la protéger des menaces de Murdock.

### Spider-Womenet perte de pouvoirs
Jessica Drew, a un rôle de tutrice envers Gwen et Silk. Un jour alors que les trois sont sur Terre-65, elles se font attaquer par un Super-Adaptoïde. Elles réussissent à vaincre le robot, mais Gwen se rend compte que sa montre lui permettant de voyager à travers les dimensions a été volée. Les Gwen et Jessica se mettent alors en quête de trouver le Red Richards de cette dimension afin qu'il puisse aider Cindy et Jessica à rentrer sur la Terre-616. De son côté Cindy part à la recherche de son alter-ego. Elle découvre rapidement que la Cindy Moon de cet univers est à la tête de S.I.L.K., une organisation terroriste. Silk fait état de ce qu'elle a découvert à ses partenaires. Gwen s'en va alors à son secours tandis que Jessica va affronter son alter-ego l'agent Jesse Drew du S.I.L.K. qui a la montre de Gwen. Jessica se rend à la maison de Jesse Drew, elle y trouve sa femme, à laquelle elle révèle les agissements de son mari. La montre n'étant pas trouvée, les Spider-women se retrouve chez Gwen où Red Richards a réussi à créer un portail inter-dimensionnel. 
De retour sur la Terre-616, Gwen et Cindy se rendent compte que la Cindy-65 a usurpé l'identité de Silk et vole différentes technologies dans New-York. Elles la confrontent dans le Baxter Building mais Cindy-65 réussie à s'échapper. Avant de partir, elle injecte un produit à Gwen grâce à une nanotechnologie. Elle révèle par ailleurs que c'est elle qui a créé et envoyé l'araignée qui a donné ses pouvoirs à Gwen. Gwen et Cindy sont arrêtées et capturées par le S.H.I.E.L.D. mené par Bobby Morse. Elles sont secourues pas la Chatte Noire. Gwen remarque alors que ses pouvoirs semblent faiblir. Elle décide de ne pas rester avec Cindy car elle ne fait pas confiance à Félicia. Celle-ci, pendant ce temps convainc s'associe avec Silk pour cambrioler les Avengers.  De son côté Jessica, rentre chez elle où Jesse Drew l'attendait, après un combat, une trêve est décidée. Jesse explique qu'avec Cindy-65 ils volaient de la technologie de la Terre-616 pour la revendre dans leur univers. C'est à ce moment que Gwen arrive, elle a alors perdu ses pouvoirs. Elle raconte à Jessica que la Cindy-65 vole la technologie pour en fait dominer la Terre-65. Jesse possède un appareil qui lui injecte régulièrement des isotopes d'araignées radioactives. Celui-ci pensait que ces injections lui permettaient d'être maintenu en vie. Mais Gwen lui apprend, que celles-ci ne servent qu'à lui donner ses pouvoirs. Jesse se sentant trahi quitte le S.I.L.K. et fait don de l'appareil à Gwen. Les Spider-women après un intense combat réussissent à battre Cindy-65 et la font arrêter par le S.H.I.E.L.D. qui la mettent en prison.

### Contre le Punisher
Bien qu'elle ait failli arrêter d'être Spider-woman en voulant se débarrasser de l'appareil que Jesse lui a donné. Gwen le garde pour empêcher un braquage, elle tombe alors nez-à-nez avec le Punisher, qui lui dit qu'il sait qui elle est. Castle s'associe alors avec Kraven le chasseur afin d'en finir avec Gwen. Ce dernier va traquer Gwen jusque chez elle. Après un rude combat, Gwen et son père réussissent à défaire le Punisher et Kraven. La victoire a cependant un coût car l'appareil fournissant les pouvoirs à Gwen est cassé. Comme la police veut arrêter le capitaine Stacy pour complicité avec Spider-woman, celle-ci frappe et met K.O. son père et l'amène chez Red Richards pour le protéger. Peu après, Gwen se résout à affronter le Punisher et à le défaire une bonne fois pour toutes. Elle réussit à le battre avec l'aide de son père, qui se fait arrêter par la N.Y.P.D. après le combat, tandis que Gwen et le Punisher ont réussi à s'échapper. 

### Pacte avec Murdock
Voulant faire sortir son père de prison elle fait un pacte avec Matt Murdock afin qu'il assure la défense du capitaine Stacy, en échange il devra travailler pour lui. Murdock envoya des ninjas de la Main combattre Spider-woman pour tester ses capacités. Il lui dit qu'il savait qu'elle n'avait plus de pouvoir et lui proposa un apport illimité d'échantillons en échange de ses services de super-héroïne.
Peu après, Gwen retrouve Miles Morales au milieu d'un combat qui cherche son père qui aurait été détecté sur la Terre de Gwen. Ils réussirent à le retrouver grâce à l'aide de Martt Murdock-65, Ms. Marvel ainsi que les Amazing Eight de la Terre-8.

### Rencontre avec Venom
Malgré les tensions entre Gwen et Murdock, ce dernier lui propose un accord afin qu'elle retrouve ses pouvoirs. Le Dr. Elsa Brock travaille sur une espèce d'araignées radioactives qui sont à l'origine du sérum-lézard et des pouvoirs de Gwen. Ainsi Gwen a pour mission d'administrer à Harry Osborn une dose d'isotopes d'araignées radioactives. Le résultat le guérirait totalement, en forçant un symbiote nommé Venom de sortir de son corps. Gwen se rend donc à Madripoor (en) pour trouver Harry. Gwen se lance à la poursuite d'Harry tout en étant assisté par la Main et en combattant les agents du S.H.I.E.L.D : Wolverine et Shadowcat. Une fois Harry guéri, le symbiote Venom fusionne avec Gwen lui rendant ses pouvoirs et se transformant en "Gwenom". 
Pendant ce temps à New-York, Murdock fait acquitter le Rhino (Aleksei Sytsevich). Celui-ci, grâce au soutien d'un policier corrompu se refait arrêter et passe dans la cellule de Georges Stacy pour le matraque de coup. Le capitaine Stacy se retrouve alors dans le coma.

### Gwenom
De retour à New-York et apprenant pour son père, Gwenom se met en tête de trouver les coupables et de les faire souffrir. Avec le symbiote Gwen a plus de mal à gérer ses émotions. Gwenom se lance alors à la poursuite du Rhino, aidée dans son combat par Castle qui veut lui aussi se venger. Ce dernier tue le Rhino, malgré tout la presse fait porter le chapeau à Gwen, qui redevient l'ennemi public.
Gwen continue alors sa traque de Murdock. Entre-temps, elle révèle son identité à ses proches. Lors du combat elle empêche le Punisher de tuer Murdock, car elle voulait le faire elle-même. Elle est alors arrêtée par Captain America. Un duel, remporté par Gwenom s'ensuit. Mais Murdock arrive à s'échapper avant qu'elle ne puisse le tuer. Elle est envoyée par Murdock dans une autre dimension. Gwenom rencontre la Gwen Stacy de cette dimension (Terre-617), et à son contact elle prend alors conscience que tuer Murdock n'est pas la solution et qu'elle doit laisser faire la justice. 

### Chute de Murdock et prison
Elle réussit à regagner sa dimension grâce au travail de Tony Stark et d'Hank Pym de la Terre-617. Elle va alors parler à J. Jonah Jameson, pour qu'il puisse raconter la vérité dans le journal. Elle défait Murdock grâce à l'aide de Red et des Mary Janes. Refusant de se repentir, Gwen le laisse à la merci de la Main, l'organisation ayant jugé que Murdock ne leur est plus utile. Il a été révélé plus tard que Murdock a fini dans la prison du S.H.I.E.L.D. Une fois Murdock mis hors d'état de nuire, Gwen se rend à l'inspectrice DeWolff.
Lors de son procès, Gwen est représenté par Jennifer Walters. Elle écope de 2 ans de prison. Durant cette période elle est régulièrement malmenée par les détenus à cause de sa nature de justicière. Elle refuse une proposition de remise de peine de la part de Captain America, à la condition qu'elle rejoigne une équipe Black-Ops. Son père se réveille du coma pendant la peine de prison de Gwen.

### Spider-Geddon
Juste après avoir purgé sa peine. Gwen est contactée par Spider-Ham qui la prévient que les Héritiers sont de retours. Après que sa montre lui permettant de voyager dans le temps ait été hackée par ceux-ci, Gwen se retrouve dans une dimension inconnue. Son alter-ego ici est devenue le Bouffon Vert. Elle s'associe alors avec le Peter Parker et la Mary Jane Watson de cette dimension pour ramener Gwen dans le droit chemin. Après un combat de Gwen contre Gwen, le Bouffon Vert recouvre alors ses esprits et aide Ghost-Spider à retourner aider les autres Spiders dans le combat final face aux Héritiers. Pour cela elle lui fabrique un collier permettant le voyage inter-dimensionnel : le Ticket pour le multivers.
Une fois le Spider-Geddon terminé, Ghost-Spider parcours le multivers. Elle rend visite aux familles et aux proches des Spiders tombés au combat afin que ceux-ci puissent faire leur deuil.

### Entre Terre-616 et Terre-65
Gwen décide de s'inscrire à l'université mais n'arrive pas à franchir le pas. En effet son identité secrète étant connue de tout le monde, elle pense ne pas réussir à supporter cette pression sociale. Dans le même temps, elle commence à avoir des maux de têtes de plus en plus intenses. 
Afin d'aider son père à payer le loyer et également pour se faire de l'argent, elle décide de fonder son agence de super-héros. Elle possède ainsi une application où les habitants peuvent notifier Spider-Gwen qu'ils ont besoin de ses service de super-héroïnes. 
Elle combat à plusieurs reprises les hommes de main du Chacal et en représailles celui-ci organise un attentat à la bombe lors d'un concert des Mary Janes. Bien décidée à se venger, Gwen se met en quête de trouver celui qui a voulu la tuer, elle et ses amis. À la suite d'un combat contre Man-Wolf, elle le fait arrêter par la police et le menace afin que celui-ci cesse ses activités contre ses proches.
Après le combat elle décide de se rendre sur la Terre-616 afin d'avoir des réponses à ses questions sur le symbiote. Elle laisse une partie de celui-ci à Spider-Man afin que celui-ci l'analyse. En effet ses maux de têtes sont plus forts que jamais et les pouvoirs obtenus grâce au symbiote se désactivent à certains moments. Etant incognito dans cette univers, elle adopte le nom de Ghost-Spider afin de protéger son identité secrète.
par la suite, Gwen est accepté à l'E.S.U. (Empire State University) de la Terre-616. Elle jongle ainsi entre cet univers et le sien. Sur la Terre-65, J. Jonah Jameson, le maire de New-York, oblige le père de Gwen à relâcher son fils (Man-Wolf) de prison en argumentant qu'il n'est pas maître de lui-même lorsqu'il se transforme en loup-garou. Dans le même temps, ses problèmes de santé se règlent grâce aux conseils de Spider-Man. Celui-ci a conseillé à Gwen de se nourrir d'aliments riches en cellulose pour contenter le symbiote. Cela permet alors à l'intéressée de se débarrasser de ses douleurs et de retrouver la pleine possession de ses pouvoirs. 
À l'E.S.U., Gwen est surveillée par le professeur Miles Warren (le Chacal de la Terre-616) qui est surpris de revoir Gwen Stacy vivante. Il parvient finalement à découvrir son secret et à suivre Gwen dans sa dimension. De son côté le Chacal de la Terre-65 a réussi à capturer une partie du symbiote de Ghost-Spider. Les deux chacals vont finir par s'associer afin de capturer Gwen, le Chacal de la Terre-65 voulant s'en débarrasser et celui de la Terre-616 voulant l'avoir rien qu'à lui. Le second fini par tuer le premier après qu'ils ont réussi à capturer Ghost-Spider. Elle est finalement sauvée par son groupe de rock.
Sue et Johnny Storm de la Terre-65 après avoir disparu pendant 5 ans apparaissent en plein New-York de manière inexpliquée. Ceux-ci possèdent désormais des pouvoirs et poussent Ghost-Spider à faire équipe avec eux, ce qu'elle accepte. Les Storm fort de leur popularité vont s'en prendre à Gwen et la faire chanter avec une fausse vidéo montrant qu'elle participe à un trafic de drogue. Ils veulent que Gwen stoppe ses activités super-héroïques pour que la ville de New York soit leur domaine réservé. Ne sachant que faire, Gwen se résigne à laisser tomber le costume et à reprendre les études à temps plein sur la Terre-616.

### King in Black
Gwen possédant un symbiote synthétique venant d'une dimension différente, elle suscite la curiosité de Knull qui la sent mais ne peut la contrôler. Voulant fuir la Terre-616 et retourner chez elle, elle utilise son Ticket pour le multivers. Au-même moment sur la Terre-65, le Chacal a capturé Mary Jane et a lié un échantillon du symbiote à elle. MJ se retrouve alors sur la Terre-616 où un symbiote de Knull se mêle à elle et au symbiote de la Terre-65. Knull baptise ce symbiote Carnage et lui ordonne de tuer Gwen.
À la suite d'un intense combat, Gwen réussit à extirper MJ de l'influence de Knull mais ne rend pas compte qu'une partie de Carnage était toujours présente en MJ.

## Pouvoirs, équipements et capacités
A l'origine Gwen Stacy possède exactement les mêmes pouvoirs que le Spider-Man original :
- Force améliorée,
- Réflexe amélioré,
- Endurance améliorée,
- Durabilité améliorée,
- Précognition,
- Adhérence aux surfaces.

Sa tenue et ses lance-toiles lui ont été confectionnés par la Janet Van Dyne de son univers. 
Après la perte de ses pouvoirs, elle passe un accord avec Matt Murdock et récupère tout ses pouvoirs grâce au symbiote synthétique Venom. Elle possède alors, en plus de ses anciens pouvoirs, les suivants :
- Elle peut changer de tenue à sa guise grâce au Venom
- Elle peut "détacher" de son costume de petites araignées conscientes qui peuvent communiquer avec elle.

Depuis le Spider-Geddon Gwen possède un pendentif lui permettant de voyager à travers les dimensions. Avant elle avait une montre commune à tous les Spiders depuis le Spider-Verse.

## Apparitions dans les comics

### Comics V.F.
Les albums ci-dessous sont-ceux où Ghost-Spider a un rôle principal.

#### Panini Comics

##### Collection 100% Marvel
| Titre               | Episodes V.O. contenus                                                                                         | Date de publication | ISBN              |
| ------------------- | --- | ------------------- | ----------------- |
| Spider-Gwen: Tome 1 | Spider-Gwen vol. 1 nos 1-5                                                                                     | 6 janvier 2016      | 978-2-8094-5369-0 |
| Spider-Gwen: Tome 2 | Spider-Gwen vol. 2 nos 1-6                                                                                     | 6 juillet 2016      | 978-2-8094-5763-6 |
| Spider-Gwen: Tome 3 | Spider-Gwen vol. 2 nos 7-8, Silk vol. 2 nos 7-8, Spider-Woman nos 6-7, Spider-Women Alpha, Spider-Women Omega. | 4 janvier 2017      | 978-2-8094-6037-7 |
| Spider-Gwen: Tome 4 | Spider-Gwen vol. 2 nos 9-13                                                                                    | 28 juin 2017        | 978-2-8094-6416-0 |
| Spider-Gwen: Tome 5 | Spider-Gwen vol. 2 nos 14-15 et Annual, All-New Wolverine Annual.                                              | 10 janvier 2018     | 978-2-8094-6829-8 |

##### Collection Marvel Now
| Titre                 | Episodes V.O. contenus                                     | Date de publication | ISBN              |
| --------------------- | ---------------------------------------------------------- | ------------------- | ----------------- |
| Miles Morales: Tome 3 | Spider-Man vol. 2 nos 12-14, Spider-Gwen vol. 2 nos 16-18. | 13 juin 2018        | 978-2-8094-7114-4 |

##### Collection Marvel Next-Gen
| Titre                                     | Episodes V.O. contenus                                                             | Date de publication | ISBN              |
| ----------------------------------------- | ---------------------------------------------------------------------------------- | ------------------- | ----------------- |
| Spider-Gwen: Gwen Stacy                   | Edge of Spider-Verse no 2, Spider-Gwen vol. 1 nos 1-5, Spider-Gwen vol. 2 nos 1-6. | 30 septembre 2020   | 978-2-8094-9245-3 |
| Spider-Gwen: Des pouvoirs extraordinaires | Spider-Gwen vol. 2 nos 9-15 et Annual, All-New Wolverine Annual.                   | 20 octobre 2021     | 979-10-391-0084-7 |

## Adaptation dans d'autres médias

### Cinéma
Films d'animation
Doublée par Hailee Steinfeld en VO (Camélia Jordana et Shirine Boutella en VF)
- 2018 : Spider-Man: New Generation de Peter Ramsey, Bob Persichetti et Rodney Rothman
- 2023 : Spider-Man: Across the Spider-Verse de Joaquim Dos Santos, Kemp Powers et Justin K. Thompson

### Télévisions
Doublée par Dove Cameron
- 2016 : Ultimate Spider-Man (saison 4, épisode 18)
- 2018 : Marvel Rising: Initiation
- 2019 : Marvel Rising : Les Épisodes spéciaux (Marvel Rising Specials) : (5 épisodes)
- 2021 : Spidey et ses amis extraordinaires (série d'animation)

### Jeux vidéos
- 2013 : Disney Infinity
- 2014 : Spider-Man Unlimited
- 2017 : Lego Marvel Super Heroes 2